# Trentino-Sydtyrolen

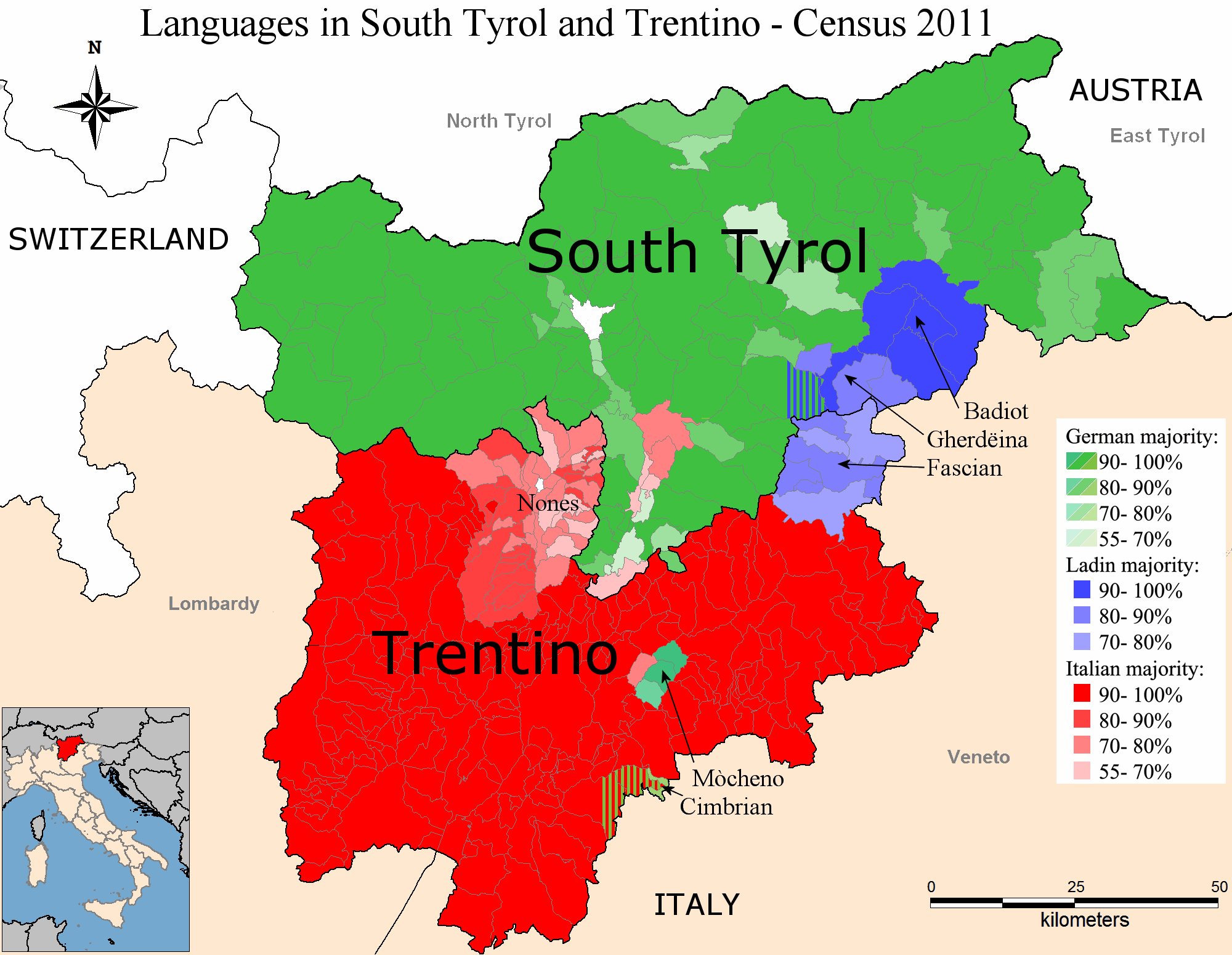
Karta över språkförhållandena per kommun i Trentino-Sydtyrolen, enligt folkräkningen 2011. Rött avser en italiensktalande majoritet, grönt avser en tysktalande majoritet och blått avser en ladinsktalande majoritet.

Trentino-Sydtyrolen eller Trentino-Alto Adige (italienska: Trentino-Alto Adige, tyska: Trentino-Südtirol, ladinska: Trentin-Südtirol) är en autonom region i norra Italien. Regionen hade cirka 1,08 miljoner invånare 2022, på en yta av 13 605 km². Huvudort är Trento. Trentino-Sydtyrolen består av två provinser: det italienskspråkiga Trento och det tysktalande Sydtyrolen som i sin tur är indelat i sammanlagt 282 kommuner.
Regionen ligger i Alperna och gränsar i norr till såväl Schweiz som Österrike. Turistnäringen är viktig, särskilt i vintersportorterna Madonna di Campiglio, Gröden med flera. Även jordbruket är en viktig näring.
Tyrolen ingick länge i Tysk-romerska riket och blev sedan en del av kejsardömet Österrike. Efter Österrike-Ungerns nederlag i första världskriget och freden i Saint-Germain 1919 delades Grevskapet Tyrolen mellan Italien och den nybildade republiken Österrike; södra delen med tyskspråkiga Sydtyrolen och italiensktalande Welschtirol tillföll Italien medan norra och östra Tyrolen förblev i Österrike.